# الکساندر بلوف
الکساندر بلوف (انگلیسی: Alexander Belov; ۹ نوامبر ۱۹۵۱ – ۳ اکتبر ۱۹۷۸) بازیکن بسکتبال اهل اتحاد جماهیر شوروی سوسیالیستی بود.
وی در مسابقات کشوری و بین‌المللی در مجموع برندهٔ ۶ مدال طلا، ۱ مدال نقره، ۲ مدال برنز شده‌است.